# Hervé Renard
Hervé Jean-Marie Roger Renard (Aix-les-Bains, 30 de setembro de 1968) é um treinador e ex-futebolista francês que atuava como zagueiro. Atualmente treina a Seleção Saudita de Futebol.
Como jogador atuou por muitos anos pelo Cannes. Aposentou-se em 1998.
Como treinador comandou principalmente seleções nacionais africanas.

## Títulos
Zâmbia
- Copa das Nações Africanas: 2012[2]
- Copa COSAFA: 2013

Costa do Marfim
- Copa das Nações Africanas: 2015[3]